# Valérie Déom
Valérie Déom est une femme politique belge, membre du PS, née le 27 juin 1967 à Namur.
Valérie Déom est ex-Députée fédérale de la circonscription électorale de Namur depuis 2003 et Conseillère communale namuroise depuis 2006.
Elle est licenciée en droit de l'Université libre de Bruxelles et possède un DEA en droit des créations immatérielles de l'Université de Montpellier.
Dans le cadre de son mandat parlementaire, Valérie Déom est actuellement présidente du Comité d'avis pour l'Émancipation sociale et première Vice-présidente de la Commission Justice. Elle est à l'origine de plusieurs propositions de lois dans le domaine du droit des familles, notamment sur la filiation, l'adoption par les couples homosexuels et le divorce. Elle a également déposé des propositions de lois relatives à la situation des petits indépendants, à l'écart salarial entre les femmes et les hommes, à la protection des travailleurs lors de transfert d'entreprise, etc.
Elle plaide aussi pour que la Belgique devienne un réel État laïc[réf. souhaitée].

## Fonctions politiques
- Députée fédérale :
  - du 18 mai 2003 au 10 juin 2007,
  - du 5 juillet 2007 au 19 juillet 2007 et du 24 avril 2008 au 16 juillet 2009, en remplacement de Jean-Marc Delizée, nommé secrétaire d'État
  - du 16 juillet 2009 au 6 mai 2010 en remplacement de Claude Eerdekens, élu député wallon
  - du 6 juillet 2010 au 15 avril 2013
- Conseillère communale de Namur depuis décembre 2006.